# Chúa Cứu Thế vác Thập tự giá (Bosch, Viên)
Chúa Cứu Thế vác Thập tự giá là một bức tranh của Hieronymus Bosch, được thực hiện vào thập niên 1480. Hiện đang được trưng bày tại Bảo tàng Kunsthistorisches, Viên, Áo.
Bức Chúa Hài Đồng với xe tập đi được họa ở mặt sau bức tranh này.